# Neuhaus FR

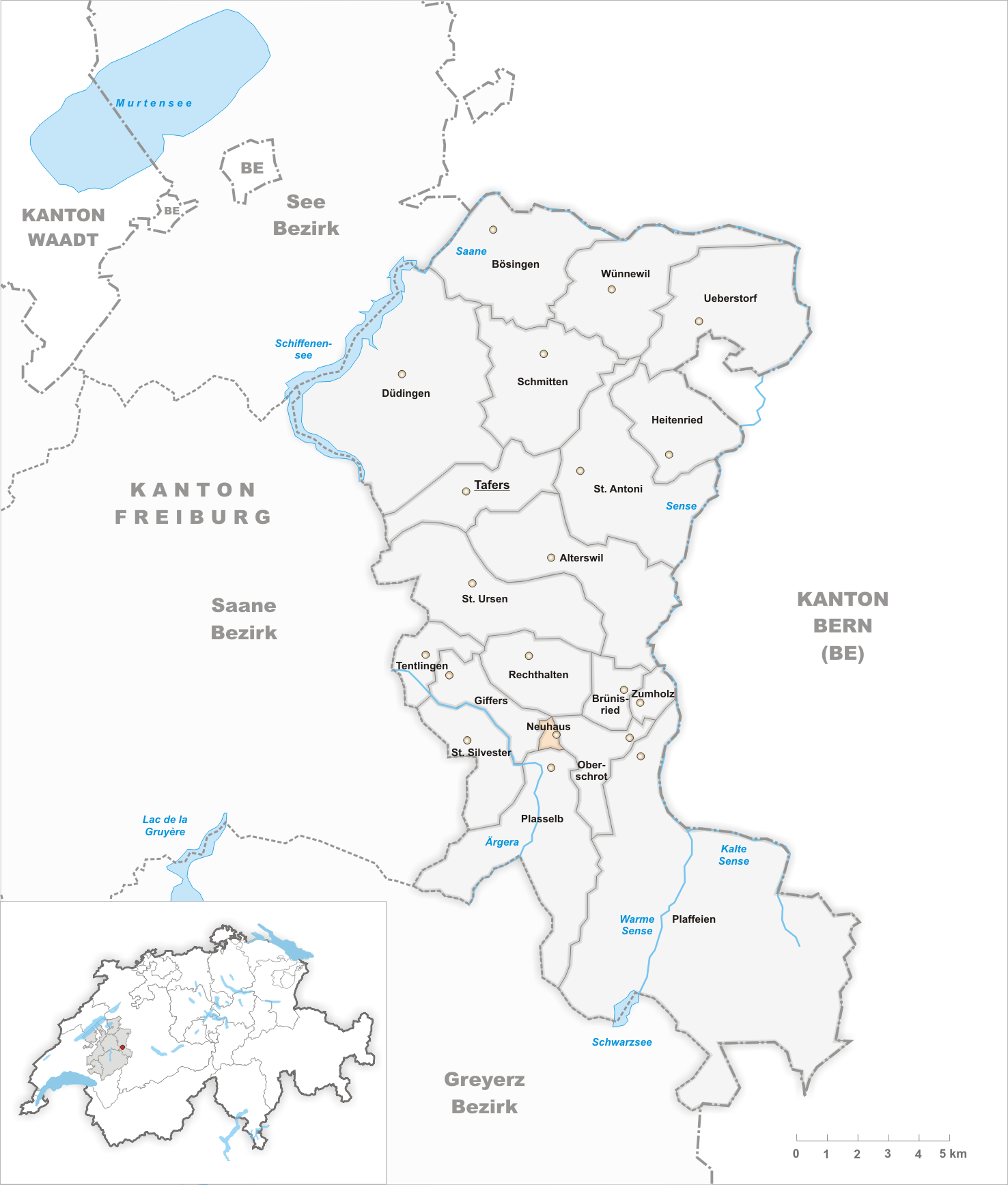
Gemeindestand vor der Fusion am 1. Januar 1971

Neuhaus ist eine ehemalige Gemeinde des Bezirks Sense des Kantons Freiburg in der Schweiz. Am 1. Januar 1971 wurde die Gemeinde zur Gemeinde Plasselb fusioniert. 

## Geographie
Neuhaus liegt auf 972 m ü. M. auf einem Sattel etwa 1 km nördlich (Luftlinie) oberhalb von Plasselb zwischen dem Lanters Hubel im Westen und dem Oberholz im Osten.

## Bevölkerung
Einwohnerzahlen: Volkszählungsdaten